# Ultratech
Ultratech, Inc. (NASDAQ: UTEK: NASDAQ: UTEK) es una compañía de tecnología internacional basada en San Jose, California, que suministra equipos a plantas de fabricación de semiconductores globales, y también hace herramientas para aplicaciones de nanotecnología mediante redes ópticas, almacenamiento de datos e industrias de automoción y pantallas. Desde mayo de 2017 es propiedad de Veeco.

## Historia

### 1980
Ultratech Stepper, Inc., fue fundada en 1979 por Leo de Bos, ubicado en Santa Clara, California. La línea de productos constaba de 1x pasos de microlitografía, utilizando un diseño de lente catadióptrico único. Esta tecnología Hasta 1992, Ultratech Stepper, Inc., era subsidiaria de General Signal. Los presidentes anteriores incluyeron a Leo de Bos y George Rutland. En 1986, Drytek fue vendido a General Signal Technology Corp. Zafiropoulo se mantuvo como Presidente y CEO de la subsidiaria de Drytek con General Signal.

### 1990
En septiembre de 1992, Zafiropoulo reformó Ultratech Stepper, como una compañía separada, para adquirir ciertos activos y pasivos de la División de Señal General de Ultratech Stepper. Zafiropoulo continuó ejerciendo como presidente de la división hasta su independencia en marzo de 1993.
En marzo de 1993, la nueva compañía se independizó, y Zafiropoulo se convirtió en el Presidente, Director Ejecutivo y Presidente de la Junta del recientemente independiente Ultratech Stepper. A lo largo de la década de 1990, la compañía mantuvo ese nombre, reflejando su negocio principal original.
La compañía se hizo pública en la bolsa de valores Nasdaq, con el símbolo UTEK. En 1998, Ultratech Stepper adquirió su plataforma de productos de reducción XLS.

### 2000
El 29 de febrero de 2000, Ultratech Stepper presentó una demanda federal por infracción de patente contra Nikon, Canon y ASML en el Tribunal de Distrito de EE. UU. Nikon se estableció en abril de 2000, y Canon se estableció en septiembre de 2001. Pero el 12 de octubre de 2001, la subsidiaria de propiedad absoluta de ASML, Silicon Valley Group, Inc. presentó una demanda contra Ultratech a través de su división SVG Lithography Systems, en el Tribunal de Distrito de EE. UU. del Distrito de Massachusetts. En marzo de 2004 se desestimó la demanda de SVGL. Mientras tanto, en la demanda original, el Tribunal de Virginia falló en una determinación preliminar contra Ultratrech y en favor de ASML. Ultratech apeló ante el Tribunal de Apelaciones para el Circuito Federal en Washington D. C., que luego revocó la determinación anterior de Virginia y devolvió el caso al Tribunal de Distrito de los Estados Unidos para el Distrito del Norte de California
Para el año 2000, las ventas llegaron a menos de 150 millones de dólares, incluyendo una ganancia no operativa de casi 16 millones de dólares ese año por la venta de algunas tierras. El deterioro de más de 4 millones de dólares relacionado con la plataforma de productos de reducción XLS de Ultratech que se había adquirido en 1998. La reestructuración incluyó la eliminación del 20% de la fuerza laboral en septiembre.
Al sufrir el mercado bajista de tecnología de tres años y la recesión de 2001, para el año 2002 los ingresos por ventas de Ultratech se redujeron casi a la mitad, a menos de 69 millones, y más de la mitad de esa cantidad se presenta como otra pérdida operativa importante. Ese año, otros tres cargos afectaron a la compañía, por amortizaciones de inventario, productos descontinuados y más reestructuraciones, por un total de casi 11 millones de la pérdida. La reestructuración incluyó una reducción adicional de la fuerza laboral en un 15% en septiembre.
En 2003, las ventas se recuperaron a más de 100 millones, y la compañía obtuvo una ganancia, beneficiada por las ventas de inventario y productos que se habían anotado anteriormente, ganando más de 1.6 millones de la ganancia para 2003. Intel Corp. representó el 26% de Las ventas de Ultratech. Las ventas a fabricantes de nanotecnología alcanzaron una cuarta parte de las ventas totales de la compañía en 2003. Con la recuperación financiera, el precio de las acciones siempre volátil de Ultratech se disparó desde menos de 10 dólares por acción en el primer trimestre, hasta mediados de los 30 hasta el final del año.
En 2004, Ultratech ingresó formalmente al mercado de procesamiento térmico rápido cuando lanzó su sistema de procesamiento láser (LP).
Desde marzo de 2017, Ultratech es una subsidiaria de Veeco.